# روبرت تي. فان هورن
روبرت تي. فـان هورن هو محامي وصحفي وسياسي أمريكي، ولد في 19 مايو 1824 في East Mahoning Township, Indiana County, Pennsylvania ‏ في الولايات المتحدة، وتوفي في 3 يناير 1916 في كانساس سيتي في الولايات المتحدة. نشط حزبياً في الحزب الجمهوري. وقد انتخب عضو مجلس ولاية ميزوري ‏ وانتخب عمدة كانزاس سيتي، ميزوري ‏ (1861 – 1862) وانتخب عضو مجلس النواب الأمريكي.